# Johan Mauritz Schéele
Johan Mauritz Schéele, född 1788, död 1 juni 1853 i Stockholm, var en svensk litograf.
Han var son till kramhandlaren Johan Fredrik Schéele och Ulrica Geringius och gift med Christina Charlotta Lindberg samt bror till gördelsmakaren Gustaf Albert Schéele. Han var från 1837 verksam som stentryckare på Regeringsgatan i Stockholm och utförde litografiskt tryck av andra konstnärers arbeten.  